# الكتابة المرآتية

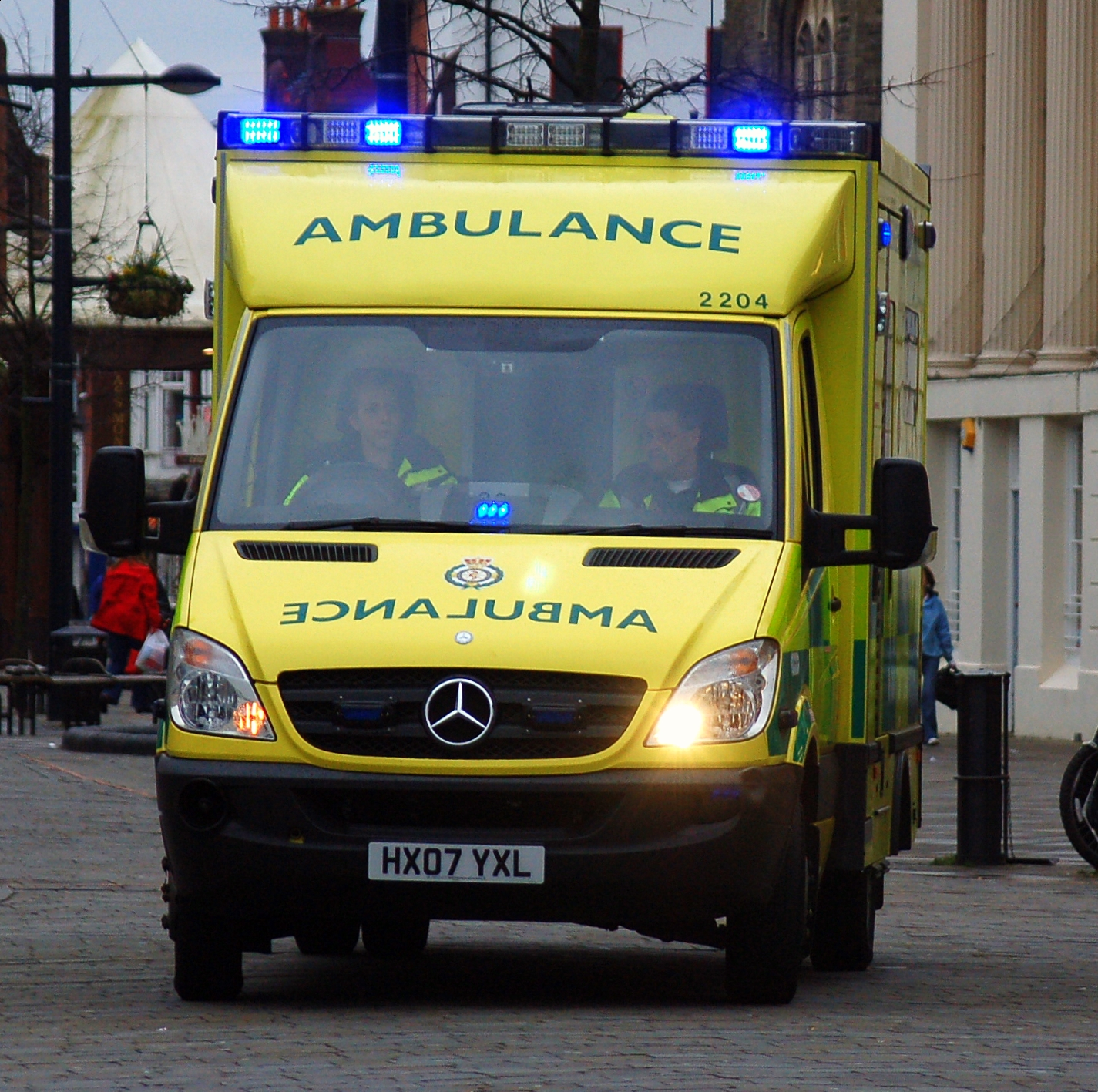
كتابة معكوسة على أحد سيارات الإسعاف في المملكة المتحدة، الكلمة ذاتها"AMBULANCE" تظهر بالاتجاه الطبيعي ومقروءة على مرآة السيارة الأمامية.

الكِتابة المرأتية أو الكِتابةُ المعكوسةُ هوَ نمطٌ مِن الكِتابةِ يقومُ على الكِتابةِ عكس الاِتِّجاه الأصليّ لِلُغةِ الكِتابةِ، والّذي يُنتِجُ عنه صورةٌ معكوسةٌ لِلكِتابةِ الأصليّةِ، وتُكوِّن شكلا بدائياً لِلغايَةِ مِن الشيفرة السِّرّيّة، وتظهرُ الكِتابةُ واضِحةً عِند عرضِها على المرآة. حالياً الكِتابةُ المعكوسةُ مُستخدمةٌ على سيّاراتِ الخِدمةِ العامّةِ حيْثٌ تجِد مثلًا كلِمةً «إسعاف» مكتوبةٌ بِصورةٍ معكوسةٍ وبِخطٍّ كبيرٍ، وذلِك لِكيْ تظهر الصّورة واضِحةً على مرايا السّيّاراتِ الأُخرى. يستطيعُ عِدّةُ أشخاصِ الكِتابةِ بِصورةِ معكوسةٍ، وهذِهِ الطّريقةُ لوحِظتِ عِند ليوناردو دا فنشي، حيْثُ كُتُبِ أغلِبُ ملاحظاته الشّخصيّة بِهذِهٍ الطّريقةُ، فيما أصبح هذِهِ الخطُّ مشهورًا في زمنِ الدّوْلةِ العُثمانيّة، والّذي كثيرًا ماكانِ يحمِلُ رسائِلُ مُبطّنة.

## القدرة على الكتابة المعكوسة
حَدّدتِ إحدى الجرائِدِ الأُستراليّةِ غيرُ الرّسميّةِ 10 كِتاباتٍ معكوسةٍ صحيحةً تماماً مِن بيْنِ 65000 نموذجٍ، وكانت النِّسبةُ في الكِتابةِ المعكوسةِ عِند الأشخاصِ الّذينً يُستخدمون اليَد اليُسرى مقارنةً بستخدمون اليَد اليُمنى، وأوضِحُ ذلِكً بِأنّه رُبّما كان الموْضوعُ طبيعياً أكثرُ عِند الأشخاصِ الّذينً يُستخدمون اليَد اليُسرى. حيْثُ أنّه 15 % مِن مُستخدمي اليَد اليُسرى لديهُم مراكِزُ اللُّغةِ في كِلا نِصفُي المُخِّ، وتُؤثِّرُ في القِشرةِ مُخّيّةٍ وأنيسانِ القِشرةِ، جاعلاً الإنسانِ يستطيعُ القِراءةُ والكِتابة بِطريقةِ صحيحةٍ ومعكوسةٍ بِشكلِ طبيعيٍّ. في تجرِبةِ أُجراها قِسم جِراحةِ الأعصابِ في جامعة هوكايدو في سابورو في اليابان، اِقترح الباحِثون أنّ الكِتابة المعكوسة قد تكونُ ناتِجةً عن ضررِ نتيجةِ تلُفُّ في الدِّماغِ أوْ نتيجةً لِمرضِ عصبيٍّ مِثلُ ورمٍ أوْ مرض باركنسون، أو رنح نخاعي مخيخي. وقد بنى هؤُلاءٍ الباحِثون رأيَهُم بِسببِ التّأثيراتِ على الآليّةِ العصبيّةِ الّتي تتحكّمُ في الوَظيفةِ الدِّماغيّة العُليا ضِمن قِسمِ الكِتابةِ في المِهادِ. وفي دِراسةِ أُخرى لِذاتٌ الجامِعة أظهرتِ أنّ الإصاباتِ الدِّماغيّة ليْست المُسبِّبُ الوَحيدُ لِهذا النّوْعُ مِن الكِتابةِ، حيْثٌ لوحِظتِ الكِتابة المعكوسة عِند أطفالِ طبيعيّينً عِند بدءِ تعلُّمِهُم لِلكِتابةِ، مِمّا أدّى لِلوُصولِ أنّه لايوجد حتّى الآن أصلً لِلكِتابةِ المعكوسةِ.

## أمثلة ملحوظة

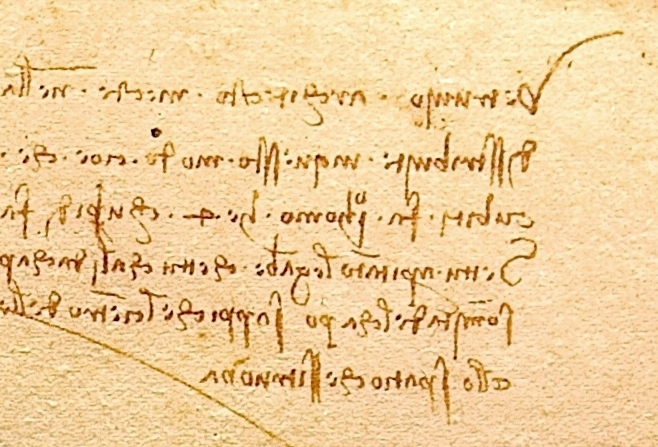
ملاحظات ليوناردو دا فنشي على عمله المشهورة الرجل الفيتروفي مكتوبةً بطريقة الكتابة.

### ليوناردو دا فنشي
```
كتب 
ليوناردو دا فينشي
 أغلَبَ ملاحظاته الشّخصيّة بِطريقةٍ مرآتية، فيما استخدَم طريقةَ الكِتابةِ الطّبيعيّةِ عندما كان يقصِدُ توْجيهَ كتاباته لِأشخاصٍ آخرين، ولم يتمكّن الباحِثون فهم المقصِد مِن كِتابةٍ ليوناردو بِهذِهٍ الطّريقةُ على الرّغمِ مِن اِقتِراحِ عِدّةِ نظرياتٍ، على سبيلِ المِثالِ كِتابةُ مُستخدمي اليَد اليُسرى لِلكِتابةِ مِن اليَسارِ إلى اليَمينِ قد تُشوِّش الكِتابة بِسببِ سيَلانِ الحِبرِ على الوَرقِ واليَد، لِذلِك فإنّ اِستِخدامً هذِهٍ الطّريقةُ تقي الكِتابة مِن التّلطيخِ، وعزت نظريّةٌ أُخرى سببٍ ذلِكً إلى المُعالجةِ اللُّغويّةِ في الذّاكِرةِ قبل كِتابتِهِ على الوَرقِ، وإعادةُ قرّاءتُهُ مرّةً أُخرى يُعزِّزُ التّعلُّمُ، وخاصّةٌ لِلاِستِخدامِ العامِّ قد تكونُ أفضلُ لاستدعاء النّصّ مِن طرفِ القارِئِ.
```

### ماتيو زاكوليني
```

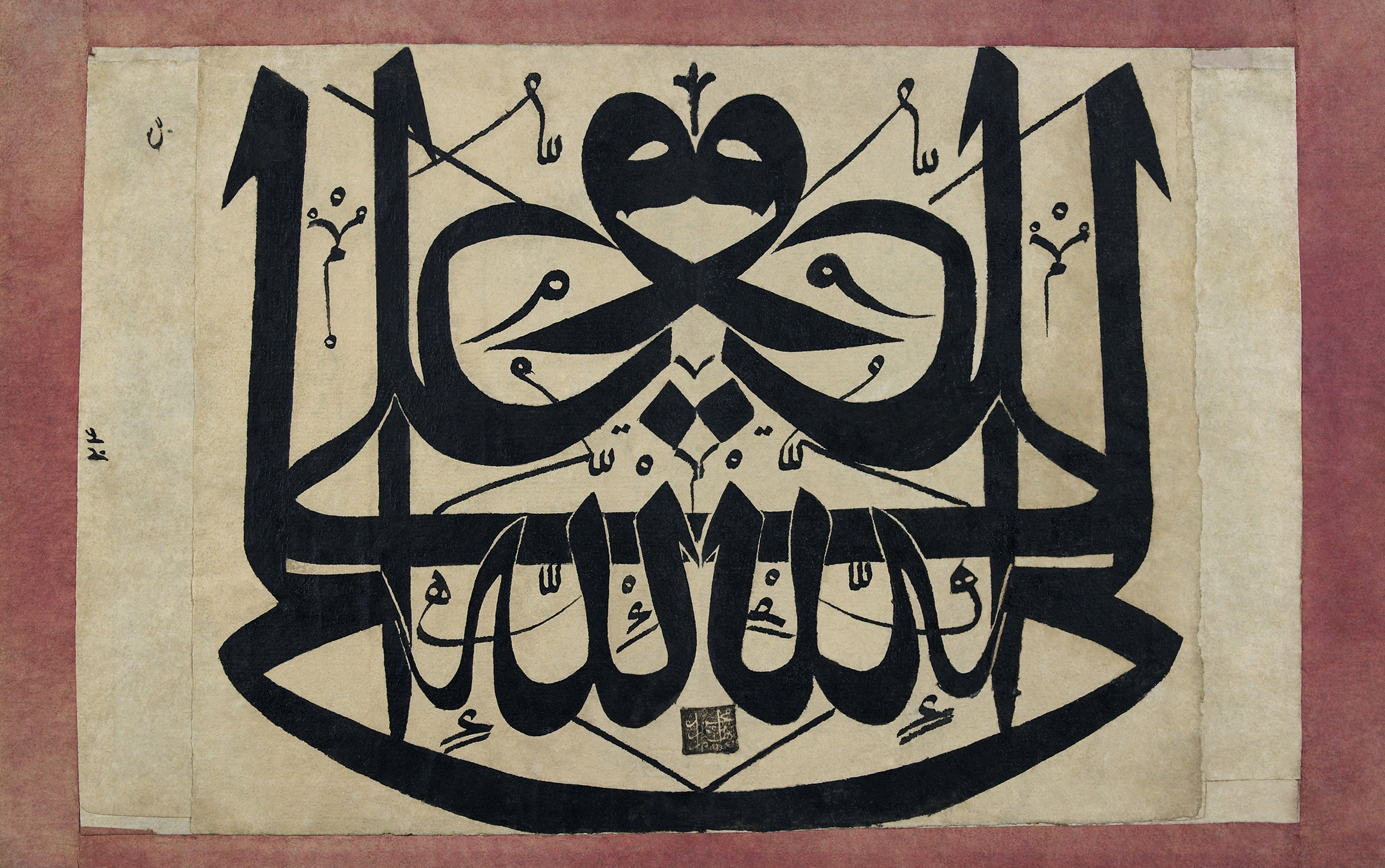
كتابة مرآتية من تظهر فن الخط في الدولة العثمانية ضمن كتابة تناظرية تحمل عبارة علي ولي الله.

يعتقِدُ أنّ الرّسّام والكاهِن الإيطالي 
ماتيوٌ زاكوليني
 
[الإنجليزية]
 كتبَ أربعةُ أعدادٍ مِن المقالات في البصرياتِ والألوانُ والمنظورُ في أوائلِ 
القرن
 
السابع عشر
 
الميلادي
 بِطريقةِ الكِتابةِ المرآتية.
```

### الدولة العثمانية
النُّصوصُ التّصويريّةُ المعروفةُ أيضاً بِاسمِ الرّسمِ بِالكلِماتِ والّتي تستخدِم التّناظُر المرآتي كانت شائِعةٌ في الدّوْلة العُثمانيّة خِلال القرن الثامن عشر الميلادي والقرن التاسع عشر الميلادي في التّقاليدِ البكتاشية، والّتي تحمِل معاني باطِنيّةٍ  ، وقد تعود أُصولُ هذا التّقليدِ الكِتابيِ المرآتي إلى الفترةِ السّابِقةِ لِظُهورِ الإسلامِ حيْثٌ وُجِدتِ على نُقوشِ صخريّةٍ في شِبهِ الجزيرةِ العربيّةِ الغُربيّة. ولقد كُشِفتِ دِراسة حديثةٍ أنّ أقدم الأمثِلةِ لِلكِتابةِ المرآتية كانت بِاللُّغةِ اليونانيّةُ تُمثِّلُ الشّكل البدائيّ لِلنُّقوشِ المعكوسةِ المُستخدمةِ في العصرِ الحديثِ، وثّقتِ في سوريًّا وفِلسطينُ ومُصِرٌّ والقُسطنطينيّة. في الفنِّ الإسلاميِّ، يُعرف فنُّ خطِّ اليَدِ ذو الكِتابةِ المرآتية بِالخطِّالمَثْنَى.